# Rugby L (Durant)

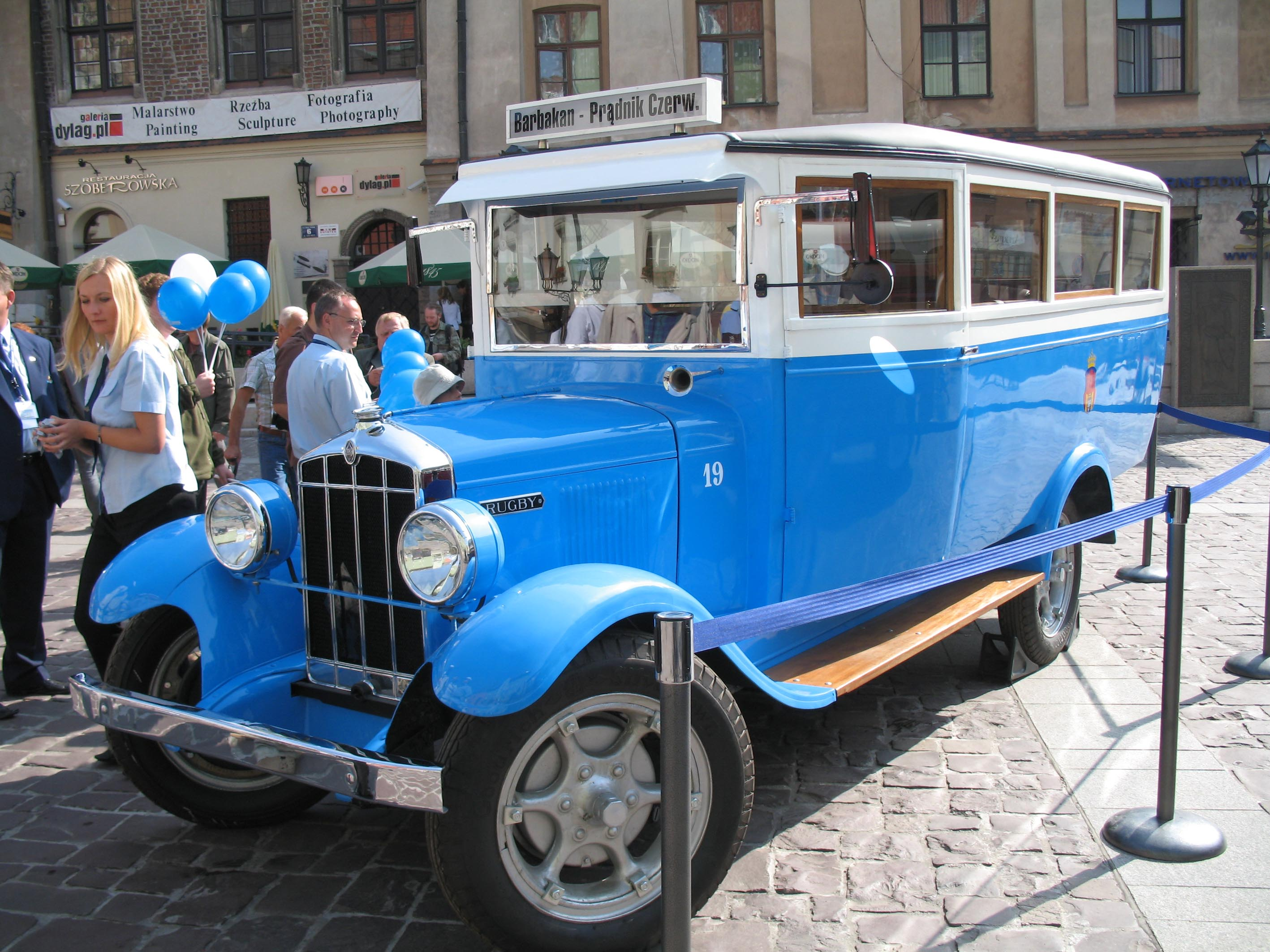
Minibus Rugby Express L (#19) z 1929 roku odrestaurowany przez MPK Kraków.

Rugby L (Durant) – amerykański autobus wyprodukowany przez Durant Motor Corporation. Okres produkcji 1927 – 1932 r.

## Dane techniczne
Poniższa tabela została opracowana na podstawie autobusy wyprodukowanego w 1929 r, należącego do Krakowskiej Miejskiej Kolei Elektrycznej. Aktualnie ten egzemplarz jest odrestaurowany należy do Miejskiego Przedsiębiorstwa Komunikacyjnego w Krakowie.
| Parametr             | Wartość parametru |
| -------------------- | ----------------- |
| Szerokość            | 2000 mm           |
| Długość              | 5200 mm           |
| Wysokość             | 2350 mm           |
| Rozstaw osi          | 3300 mm           |
| Masa pojazdu         | 2,1 t             |
| Miejsca siedzące     | 13                |
| Miejsca stojące      | –                 |
| Silnik               | Rugby benzynowy   |
| Moc                  | 33 kW             |
| Prędkość techn. max. | 50 km/h           |
| Konstrukcja wozu     | ramowa            |

## Rugby L (Durant) w Krakowie
Krakowska Miejska Kolej Elektryczna w 1929 r. zakupiła 12 sztuk. Eksploatowane był w latach 1929 – 1945.

## Rugby L (Durant) obecnie
Aktualnie w Europie zachowało się tylko kilka egzemplarzy. Jeden z nich należy do krakowskiego MPK. Jest on najstarszym zachowanym autobusem w Polsce.